# Vladimir Kirillovici, Mare Duce al Rusiei
Vladimir Kirillovici, Mare Duce al Rusiei (rusă Влад́имир Кир́иллович Ром́анов; 17 august/30 august 1917 – 21 aprilie 1992) a fost Capul Familiei Imperiale Ruse din 1938 până la moartea sa.

## Primii ani

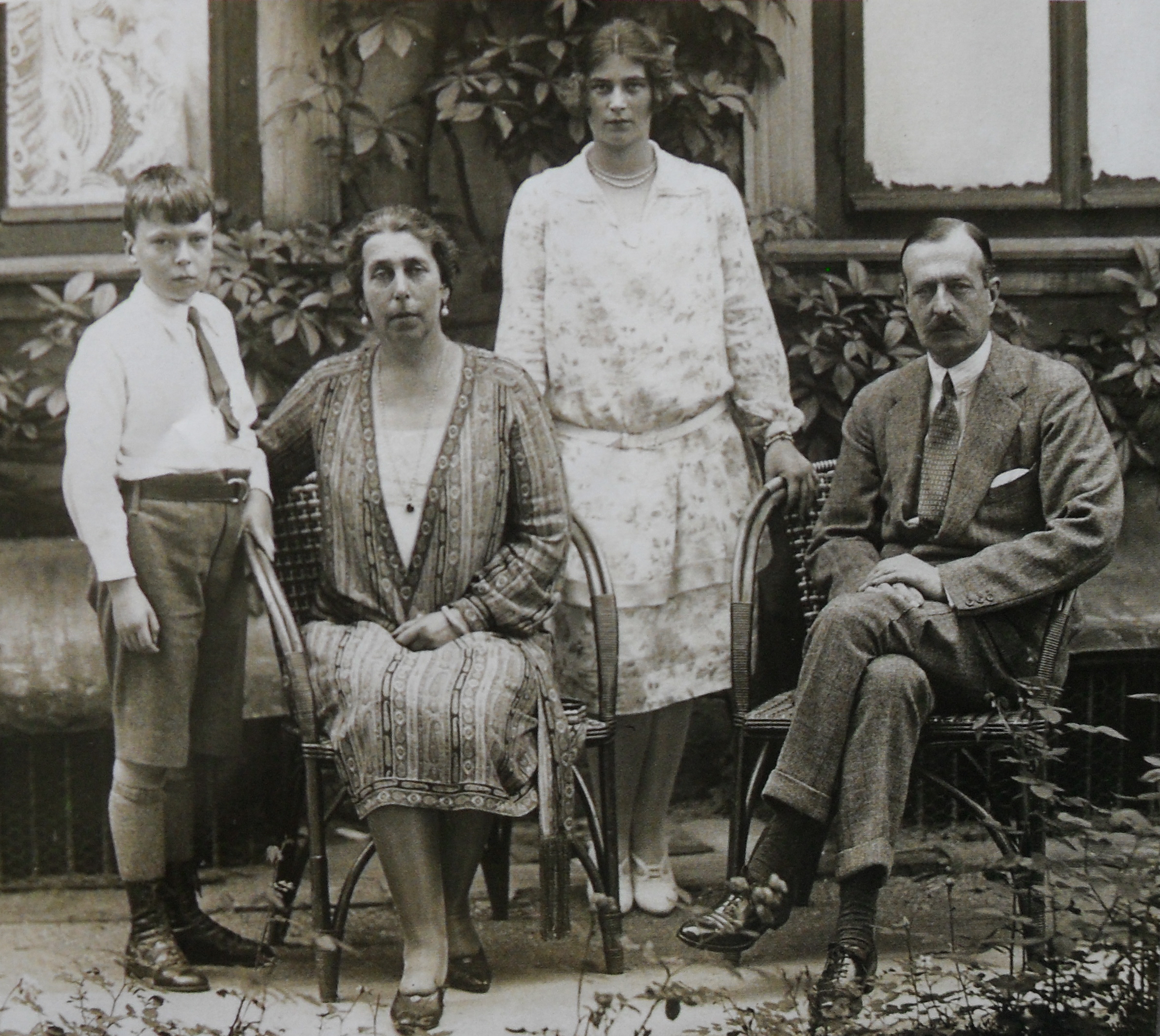
Mare Duce Kiril Vladimirovici, soția sa, Victoria Melita de Saxa-Coburg și Gotha și cei doi copii mai mici ai lor: Marea Ducesă Kira și Marele Duce Vladimir Kirillovici.

Prințul Vladimir Kirillovici al Rusiei s-a născut la Porvoo în Marele Ducat al Finlandei, fiind unicul fiu al Marelui Duce Kiril Vladimirovici al Rusiei și al Marii Ducese Victoria Feodorovna (născută Prințesa Victoria Melita de Saxa-Coburg și Gotha). Bunicii paterni ai lui Vladimir au fost Marele Duce Vladimir Alexandrovici al Rusiei și Marea Ducesă Maria Pavlovna (născută Ducesa Marie de Mecklenburg-Schwerin). Bunicii materni au fost Alfred, Duce de Saxa-Coburg și Gotha și Marea Ducesă Maria Alexandrovna a Rusiei.
Familia lui Vladimir a fugit în Finlanda după Revoluția Rusă din 1917. Au părăsit Finlanda în 1920 și s-au mutat la Coburg, în Germania. La 8 august 1922 tatăl lui Vladimir s-a autodeclarat curator al tronului Rusiei. Doi ani mai târziu, la 31 august 1924, a mers un pas mai departe și și-a asumat titlul de împărat și autocrat al tuturor Rusiilor. În aceste condiții, Vladimir devenea Țarevici (moștenitor al tronului) și Mare Duce cu titlul de Alteță Imperială.
În 1930 familia a părăsit Germania, mutându-se la Saint-Briac, în Bretania, Franța, unde își ținea tatăl său curtea imperială.
În anii 1930 Vladimir a trăit pentru o perioadă în Anglia, unde a studiat la Universitatea din Londra și a lucrat la fabrica de echipament agricol Blackstone din Lincolnshire. Mai târziu s-a întors în Franța.

## Al Doilea Război Mondial
După decesul tatălui său la 12 octombrie 1938, Vladimir și-a asumat titlul de Cap al Familiei Imperiale Ruse. În timpul celui de-Al Doilea Război Mondial, Vladimir a rămas la Saint-Briac-sur-Mer în Bretania. În 1942, Vladimir și anturajul său au fost plasați într-un lagăr de concentrare la Compiègne după ce el a refuzat să emită un manifest prin care să încurajeze emigranții ruși să sprijine Germania nazistă în războiul împotriva Uniunii Sovietice.
În 1944 armata germană, de teama unei invazii de coastă a aliațiilor, a mutat familia în interiorul Franței, apoi în Germania.  Până în 1945 Vladimir a locuit într-un castel al soțului surorii sale mai mari, Maria Kirillovna, la Amorbach, în Bavaria. După înfrângerea Germaniei, lui Vladimir i-a fost frică să rămână în Germania, de teamă să nu fie capturat de sovietici, astfel că s-a mutat în Austria, lângă granița cu Liechtenstein. A încercat să treacă frontiera, dar nici Liechtenstein, nici Elveția nu i-au emis viză de ieșire, așa că a rămas în Austria, unde a trăit în zona de ocupație americană.
Mai târziu, mătușa maternă a lui Vladimir, Infanta Beatrice de Orléans-Borbon, i-a asigurat viză spaniolă, astfel că s-a mutat la Sanlúcar de Barrameda, în Andaluzia.

## Căsătoria
După război a locut în principal la Madrid, făcând vizite frecvente la proprietatea sa din Bretania, precum și la Paris.
Vladimir s-a căsătorit cu Prințesa Leonida Georgievna Bagration-Moukhransky la 13 august 1948 la Lausanne. 
Legea Casei Romanov spune că pot fi în ordinea succesiunii la tronul imperial numai copiii născuți în urma unei „căsătorii egale” – dintre un prinț Romanov și o prințesă dintr-o altă familie regală, nu doar nobilă; copiii născuți în urma unei căsătorii morganatice sunt excluși de la succesiune. Deși familia Leonidei domnise în Georgia în Evul Mediu timpuriu, strămoșii Leonidei pe linie masculină nu mai fuseseră domnitori sau regi încă din 1505, de atunci fiind nobili ruși simpli. Prin urmare, au existat unele controverse privind căsătoria lui Vladimir cu Leonida, unii considerând-o morganatică. Statutul regal al Casei de Bagration a fost însă permanent recunoscut de Rusia prin Tratatul de la Georgievsk din 1783 și a fost confirmat printr-un decret la 5 decembrie 1946 de Capul Familiei Imperiale Ruse. 
Capii altor ramuri ale familiei imperiale, Vsevolod Ivanovici (ramura Constantinovici), Roman Petrovici (ramura Nicolaevici) și Andrei Alexandrovici (ramura Mihailovici) i-au scris lui Vladimir în 1969 spunându-i că soția sa nu are un statut la fel de înalt ca al celorlalte soții de prinți Romanov, iar căsătoria nu este egală.
Vladimir a putut intra în Rusia în noiembrie 1991 când a fost invitat să viziteze Sankt Petersburg de primarul Anatol Sobciak.

## Deces și disputa succesorală
Mare Duce Vladimir Kirillovici a murit din cauza unui infarct miocardic în timp ce vorbea la o adunare a bancherilor și investitorilor hispanofoni de la Miami, în Statele Unite, la 21 aprilie 1992. Trupul său a fost dus în Rusia și îngropat cu pompă la fortăreața Petru și Pavel din Sankt Petersburg. A fost primul Romanov care a primit asemenea onoruri după Revoluția Rusă. Cu toate acestea, autoritățile au insistat că acest lucru nu a fost un pas către restaurarea monarhiei, ci doar către ispășirea vinei istorice față de familia Romanov.
După decesul lui Vladimir, fiica sa, Maria Vladimirovna, și-a asumat titlul de Cap al Familiei Imperiale Ruse. Acest lucru a fost contestat de Nicolae Romanov, Prinț al Rusiei, care susține că el are cel mai înalt rang pe linie masculină după decesul lui Vladimir Kirillovici, de vreme ce el crede că Vladimir a încheiat o căsătorie morganatică.
„Poziția Marii Ducese Maria Vladimirovna de Șef al Casei Imperiale este recunoscută de către organizațiile monarhiste cele mai serioase din Rusia și majoritatea Șefilor Caselor Regale care au în continuare relații cu Casa Imperială”, susține Guy Stair Sainty, expert în genealogie regală și în heraldică.